# Saint-Étienne-de-Vicq
Saint-Étienne-de-Vicq är en kommun i departementet Allier i regionen Auvergne-Rhône-Alpes i de centrala delarna av Frankrike. Kommunen ligger  i kantonen Lapalisse som ligger i arrondissementet Vichy. År 2022 hade Saint-Étienne-de-Vicq 527 invånare.

## Befolkningsutveckling
Antalet invånare i kommunen Saint-Étienne-de-Vicq
Referens: INSEE